# Julia Grosso
Julia Angela Grosso (Vancouver, Canadá; 29 de agosto de 2000) es una futbolista canadiense. Juega como mediocampista para la Juventus de Turín en la Serie A Femminile. Grosso también juega para la selección femenina de fútbol de Canadá.

## Biografía
Grosso nació en Vancouver, Columbia Británica, de padre portugués y madre de ascendencia italiana. Grosso asistió a la Escuela Secundaria Técnica de Vancouver. Su hermana Carli, también formaba parte del sistema Vancouver Whitecaps y jugaba para el Simon Fraser Clan.

## Carrera

### Club
Grosso firmó con el TSS FC Rovers de la Women's Premier Soccer League para la temporada 2018.

### Universidad
Grosso hizo su debut universitario con los Texas Longhorns el 17 de agosto de 2018 en una victoria por 3-0 sobre los Rice Owls.

### Sub-15
Grosso tuvo su debut juvenil con Canadá con el equipo nacional sub-15 el 7 de agosto de 2014 contra Puerto Rico en una victoria por 5-0 en el Campeonato Femenino Sub-15 de CONCACAF. Jugó doce minutos comenzando como suplente. Las canadienses ganarían la edición inaugural del torneo en una tanda de penaltis sobre Hait. Grosso jugó cinco partidos con el equipo nacional sub-15 en el torneo, las únicas cinco internacionalidades sub-15 de su carrera.

### Sub-17
El debut de Grosso para la selección sub-17 se produjo el 3 de marzo de 2016 en el Campeonato Femenino Sub-17 de CONCACAF en una victoria por 3-0 contra Guatemala. Canadá terminó en tercer lugar en el torneo y Grosso fue incluida en el Mejor XI, camino a la clasificación para la Copa Mundial Femenina Sub-17 de la FIFA 2016. Grosso jugó en la Copa Mundial Femenina Sub-17 de la FIFA 2016 en Jordania. Allí, jugó 90 minutos en los tres partidos del grupo, realizando una asistencia en el primer partido, una victoria por 3-2 sobre Camerún. Canadá empataría y perdería sus próximos partidos contra Alemania y Venezuela, respectivamente, lo que resultaría en un tercer puesto en el grupo y no avanzar desde la fase de grupos. El partido contra Venezuela fue el último de Grosso para la selección sub-17.

### Sub-20
Grosso hizo su debut con la selección sub-20 el 18 de enero de 2018 en una victoria por 3-1 sobre Costa Rica en el partido inaugural del Campeonato Femenino Sub-20 de CONCACAF 2018.  Canadá perdería las semifinales por penaltis ante México después de un empate 1-1 en la prórroga. Canadá necesitaba derrotar a Haití en el partido por el tercer puesto para clasificarse para la Copa Mundial Femenina Sub-20 de la FIFA 2018, pero perdió el partido 1-0 y no se clasificó para la Copa Mundial Sub-20. Grosso jugó cada minuto de los cinco partidos de la campaña.

#### Selección absoluta
Grosso recibió su primera convocatoria a la selección absoluta con el entrenador John Herdman para una serie home-and-home contra Estados Unidos el 9 y 12 de noviembre de 2017.  Aunque Grosso no participó en el primer partido, entró en el minuto noventa como suplente de Janine Beckie en la derrota por 3-1 en el Avaya Stadium en San José, California. Grosso también formó parte del equipo de Canadá para la Copa de Algarve 2018, donde el equipo terminó quinto. El 25 de mayo de 2019 fue incluida en la lista de la Copa Mundial Femenina de la FIFA 2019.

## Estadísticas

### Internacional
Hasta el 6 de agosto de 2021
| Equipo nacional de Canadá | Equipo nacional de Canadá | Equipo nacional de Canadá |
| Año                       | Internacionalidades       | Goles                     |
| ------------------------- | ------------------------- | ------------------------- |
| 2017                      | 1                         | 0                         |
| 2018                      | 8                         | 0                         |
| 2019                      | 7                         | 0                         |
| 2020                      | 5                         | 0                         |
| 2021                      | 8                         | 0                         |
| Total                     | 29                        | 0                         |

## Palmarés

### Internacional

#### Canadá Sub-15
- Campeonato Femenino Sub-15 de CONCACAF 2014

#### Selección mayor de Canadá
- Juegos Olímpicos de Verano: Tokio 2020 (Oro)

### Individual
- Mejor XI Campeonato Femenino Sub-17 de Concacaf 2016[20]
- All-Star del Vancouver Whitecaps FC Showcase 2016[21]
- Jugadora más prometedora del Vancouver Whitecaps FC 2016[22]
- All-Star de los Juegos de Canadá 2017[23]
- Jugadora Juvenil del Año 2018 BC Soccer Femenino[24]